# Первомайское сельское поселение (Ремонтненский район)
Первомайское сельское поселение — муниципальное образование в Ремонтненском районе Ростовской области.
Административный центр — село Первомайское.

## История
Указом императора Николая I от 31 декабря 1846 года на Царинско–Ставропольском тракте полагалось основать около двадцати станиц для охраны пути снабжения русской армии во время Кавказской войны. Кроме этого правительство решило помочь местным калмыкам, которые приняли русское подданство в XVII веке, организовать оседлую жизнь. Также предполагалось на базе этих станиц и хуторов создать Степновское казачье войско, однако затем, в связи с окончанием Кавказской войны, станицы были преобразованы в крестьянские сёла.
Заселение станицы Крестовой началось в летом 1848 года, когда сюда прибыли первые переселенцы и энергично приступили к постройке села.
Крестовская волость за несколько десятилетий стала одним из самых многочисленных населённых пунктов своего времени на территории нынешнего Ремонтненского района. В 1877 году волость включала в себя крестьянские общества сёл Кормовое, Приютное, Ремонтное, Киши, Шандаста, Элиста, Улан–Урге, Булгун–Сала. Само село Крестовое заселялось более интенсивно, чем планировалось. В 1877 году оно насчитывало 213 дворов. Местные жители были зажиточными и активно занимались животноводством.
Примерно около 1877 года здесь была возведена церковь и вместе с ней церковно-приходская школа.
После революции 1917 года в селе было уже три школы. В 1936 году в селе была открыта семилетка, а в 1957 году состоялся первый выпуск учеников средней школы.
Во время религиозных гонений церковь была закрыта и её помещение использовали в качестве сельского клуба.
Около 1930 года в селе была проведена коллективизация. Десятки местных жителей, которые оказывали сопротивление властям, были сосланы на Урал и в Сибирь.
Множество людей погибло и во время голода в начале 1930-х годов.
В 1938 году в Крестовом была организована Машинно-тракторная станция. Началась электрификация.
Сотни сельчан принимали участие во Второй мировой войне. Более 300 из них погибли на её фронтах.
Неурожай 1946-47 годов также привёл к очередному голоду.
В 1949 году село Крестовое получает новое имя — Первомайское.

## Население
| 2010  | 2012  | 2013  | 2014  | 2015  | 2016  | 2017  | 2018  | 2019  |
| ----- | ----- | ----- | ----- | ----- | ----- | ----- | ----- | ----- |
| 1900  | ↘1860 | ↘1859 | ↘1834 | ↗1856 | ↘1801 | ↗1809 | ↘1783 | ↗1806 |
| 2020  | 2021  |       |       |       |       |       |       |       |
| →1806 | ↘1804 |       |       |       |       |       |       |       |

## Состав поселения
| № | Населённый пункт | Тип населённого пункта       | Население |
| - | ---------------- | ---------------------------- | --------- |
| 1 | Первомайское     | село, административный центр | ↘1804     |